# Bisdom Guarapuava
Het bisdom Guarapuava (Latijn: Dioecesis Guarapuavensis) is een rooms-katholiek bisdom met als zetel Guarapuava, in Brazilië. Het bisdom is suffragaan aan het aartsbisdom Curitiba.

## Geschiedenis
Het bisdom werd opgericht op 16 december 1965, uit delen van de bisdommen Campo Mourão, Ponta Grossa en Toledo.

## Parochies
Het bisdom had in 2021 een oppervlakte van 27.360 km2 en telde 568.280 inwoners waarvan 71,8% rooms-katholiek was.

## Bisschoppen
- Friedrich Helmel (19 maart 1966 - 27 september 1986)
- Albano Bortoletto Cavallin (24 oktober 1986 - 11 maart 1992)
- Giovanni Zerbini (11 januari 1995 - 2 juli 2003)
- Antônio Wagner da Silva (2 juli 2003 - 6 mei 2020; coadjutor sinds 29 maart 2000)
- Amilton Manoel da Silva (6 mei 2020 - heden)

Curitiba (aartsbisdom) · Guarapuava · Paranaguá · Ponta Grossa · São José dos Pinhais · União da Vitória